# 尹致昌

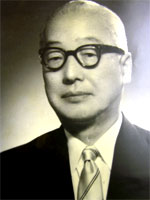
尹致昌

尹致昌（韓語：윤치창，1899年3月5日—1973年10月1日），號南桂，日本姓名伊東致昌。本貫海平尹氏。他是韓國企業人和外交官，政治人。舊韓末武臣及政治人尹雄烈的庶子及獨立運動家和思想家尹致昊的異母弟弟。軍醫官尹致旺的同母弟弟，韓國4任總統尹潽善的從叔。
1949年10月－1951年8月大韓民國駐英國使館公使，1960年外交部特命全权大使，1960年12月中东地區亲善使节团長，1961年2月－1962年2月大韓民國駐土耳其大使館大使等。他妻子孫真實是獨立運動家孫貞道的長女。

## 外部連結
- 海平尹門 （页面存档备份，存于） 
- 뉴욕한인 이야기/ 뉴욕 최초의 한인 치과의사 윤종선[] 한국일보 2011-06-30 